# Switch (дебетовая карта)
Switch — являлась дебетовой картой, выпускавшейся в Великобритании, и в 2002 году была переименована в Maestro, владельцем которого является MasterCard. До своего переименования карта Switch создала сильный бренд в своей стране и в течение нескольких лет после закрытия этой карты люди продолжали использовать данное название для обозначения дебетовых транзакций.

## История
Switch была запущена в 1988 году банками Midland Bank, National Westminster Bank и Королевским банком Шотландии как многофункциональная гарантированная чеками карта (англ. Cheque guarantee card) и банкоматная карта. В конце 2002 года этот карточный бренд был объединён с другим брендом международных дебетовых карт Maestro, владельцем которого является MasterCard. Это объединение названо «свадьбой пингвинов» из-за отличительной рекламы, созданной аниматором Джоел Велтч, сопровождавшей процесс интеграции в международную сеть Maestro. После объединения карты Switch были выведены из обращения и клиенты мигрировали на карты Maestro.
Слияние также было направлено на увеличение возможностей по приёму в Великобритании зарубежных карт Maestro. Но обратное справедливо лишь отчасти — несмотря на ребрендинг, транзакции торгово-сервисных предприятий Великобритании по-прежнему обрабатывались компанией Switch Card Services Limited. Поэтому многие розничные торговые точки, заявляющие, что они принимают карты Maestro, также могли принимать и локальные выпущенные в стране карты, то есть бывшие карты Switch. Это же вызывало и проблемы с обработкой иностранных карт Maestro, т.к. кассовые узлы во многих торговых точках технически обслуживались системой Switch и логотип о приёме карт Maestro не гарантировал проведение операции, если карта была выпущена за пределами Великобритании.
В 2011 году MasterCard привела местное подразделение Maestro в Великобритании к единой стандартной международной схеме Maestro, завершив таким образом статус отдельной карточной системы. Это изменение также вызвало окончание обращения карт Solo. Полный перевод со Switch на Maestro был успешно выполнен, как это не смогли сделать, например, с местными карточными системами в Австрии и Швейцарии до сих пор.
Карты Switch/Maestro выпускались определёнными банками, известными как группа HSBC, и несли на своей верхней части номер, указывающий на число раз, которое карта выпускалась к соответствующему счёту. Так было потому, что номер текущего лицевого счёта в действительности является частью большего номера карты и, следовательно, номер карты не может быть легко изменён в случае утраты или истечения срока действия карты.
Несмотря на то, что формально бренд не существует уже много лет, термин «Switch» широко используется для обозначения карт Maestro в Великобритании, поэтому их называют Switch / Maestro.
В январе 2009 года розничный банк First Direct и HSBC прекратили использование Maestro и стали выпускать карты Visa Debit для новых клиентов и постепенно в течение 2009 года внедряя для уже действующих клиентов. В сентябре того же года британское подразделение National Australia Bank, ставшее банком Клайдсдейл и Yorkshire Bank, начало процесс замены карт Maestro картами Debit MasterCard для текущих счетов, за исключением счетов категорий Readycash и Student, по которым продолжали использоваться карты Maestro. Кроме этого, в том же месяце Royal Bank of Scotland Group (крупнейший европейский эмитент дебетовых карт, включающий в себя бренды National Westminster Bank, Coutts и Банк Ольстера) начал процесс перехода с Maestro на Visa Debit, до полного завершения это заняло у него 2 года. Фактически это означает, что, за исключением Северной Ирландии в Великобритании, нет и не будет банков, выпускающих карты Maestro.